# Улица Минина (Нижний Новгород)
У́лица Ми́нина (ранее также Жу́ковская, Университе́тская) — улица в исторической части Нижнего Новгорода, идущая от площади Минина и Пожарского до Сенной площади между Верхне-Волжской набережной и Большой Печёрской улицей.

## История
В XVII веке на улице жили Дмитрий и Гаврил Жуковы, бывшие богатыми посадскими людьми. В их честь улица получила название Жуковской. В книге Н. И. Храмцовского 1859 года о ней говорится: «улица Жуковского идёт в том же направлении, что и Большая Печёрская, и также переходит Сенную площадь… на востоке она оканчивается в уровень с Казанской заставой». В то время Сенная площадь находилась значительно ближе к площади Минина и Пожарского — в районе современного здания Нижегородского лингвистического университета. Казанская застава же была уже окраиной города.
В середине XIX века самыми заметными зданиями на улице были Мариинский институт благородных девиц и Мартыновская больница, в которой работали такие известные врачи как Д. А. Венский, П. Н. Михалкин, И. А. Кунцевич, Т. М. Рожанский, П. П. Кащенко и другие. В годы Первой мировой и Гражданской войн в больнице располагался военный госпиталь. Затем она была переоборудована в областную больницу, позднее — в областную детскую. Ныне в ней располагается стоматологический центр и некоторые учреждения Нижегородской медицинской академии.
В советское время улица была переименована в Университетскую, поскольку здесь располагался ряд высших учебных заведений, в том числе Горьковский индустриальный институт имени А. А. Жданова (ныне — НГТУ имени Р. Е. Алексеева). В годы Великой Отечественной войны улица вновь сменила имя, получив название в честь Кузьмы Минина.
Улица считалась элитной, поэтому она в основном застраивалась «сталинками».
В начале XXI века улица во многом сохраняет свой исторический облик, сочетая как уже одряхлевшие дома XIX века, так и более новые застройки сталинской эпохи. На красной линии улицы практически отсутствуют современные многоэтажки, однако это компенсируется интенсивной застройкой в глубине дворов.

## Основные достопримечательности

### «Первый» дом
Дом № 1 построен в 1937 году. Шестиэтажный жилой дом, предназначавшийся для высших чинов управления Нижегородской области, из-за этого он получил название «Правительственного» или «Первого» дома. Дом был спроектирован архитектором А. А. Яковлевым в стиле сталинской эпохи с элементами, наследованными из эпохи Возрождения. Дом имеет форму буквы «П» и выходит передним фасадом на площадь Минина и Пожарского. Основой композиции выступает сетка больших окон, дополненная мощным цоколем, порталами входа и рядами балконов на верхних этажах. В единое целое внешний вид здания объединяется горизонтальными тягами, богато украшенными деталями. Для внешней отделки использована терразитовая декоративная штукатурка. Перед домом в 1950-х годах был установлен бюст Кузьме Минину работы скульптора А. В. Кикина.
С 1938 по 1941 год в доме жил генерал-майор С. И. Ерёмин (мемориальная доска), с 1962 по 1966 — Герой Советского Союза генерал-лейтенант И. Д. Ивлиев (мемориальная доска).

### Здание первой Нижегородской центральной телефонной станции
Дом № 4 построен в 1851 году. Проект выполнил архитектор Л. В. Фостиков, получивший заказ от купчихи Трушенниковой. Дом выполнен в типичном провинциальном стиле того времени: два этажа, глубокие сводчатые подвалы, камень в качестве материала стен. Долгое время это был частный купеческий дом, однако в 1885 году его очередной владелец, купец Стогов, сдал сначала одну комнату, а затем и всё здание первой в городе центральной телефонной станции.
Первоначально телефонных номеров было всего 50, и их владельцами были только богатые и известные в городе семьи. В основном телефон поначалу использовался для связи центральной и ярмарочной частей города. Его популярность росла, и к 1896 году ёмкость коммутатора была увеличена до 400 номеров.
В 1910 году телефонная станция переехала в отдельное здание на территории Кремля, а дом был отдан под частное жильё. В советское время жильцы занимали весь дом, включая подвал, но в 1970-е годы их немного расселили, а на первом этаже открылся хлебный магазин. В это же время справа здания появился пристрой, не очень удачно вписавшийся в исторический облик дома. Позднее на первом этаже были открыты кафетерий и колбасный магазин. На втором же этаже был оборудован красивый зал, расписанный хохломой, с оригинальным округлой формы гобеленом уникального плетения на жгутах, круглым столом на 6—8 человек, предназначенный для приёма именитых гостей.
К середине 1980-х годов состояние дома значительно ухудшилось, он был на грани разрушения. Однако в 1999—2000 годы новый хозяин дома, ЗАО «Капитал», осуществил масштабную реконструкцию исторического памятника: здание было поставлено на бетонную плиту, по проекту архитектора В. Ф. Быкова была практически полностью перестроена задняя стена дома. Здание было отдано под офисы, а внизу открылся кафе-бар.

### Здание городского отделенияСоюза писателей России
Здание каменного двухэтажного дома, располагающегося по улице Минина под номером 6, было построено в 1906 году купцом Фоминым. Купеческий дом, выполненный в традиционном для своего времени эклектическом стиле, находился на углу с уже не существующей Георгиевской площадью. Вскоре купец умер, а его вдова продала в 1914 году дом почётному гражданину города Мурома, купцу 1-й гильдии, Алексею Кузьмичу Зворыкину. Дом предназначался для его дочери, Олимпиады, бывшей замужем за известным в городе хирургом Константином Константиновичем Чачхиани.
К. К. Чачхиани организовал в доме свою приёмную: на двери висела табличка «Хирургические, внутренние и глазные болезни», а на первом этаже располагались докторский кабинет и небольшой зал для ожидания. Наверху, куда вела полувинтовая дубовая лестница, находился зал с лепными украшениями на потолке. Обстановка в доме была богатой: на полу лежал дубовый паркет, мебель была выполнена из красного дерева и обита шёлком с золотом, в зале стоял рояль.
Революция 1917 года не сразу сказалась на обитателях дома. К. К. Чачхиани принимали здесь немало гостей, в том числе княгиню Кугушеву и лётчика Валерия Чкалова. Однако в 1925 году в дом начали подселять новых жильцов. В начале, правда, бывшие хозяева сами могли выбирать новых соседей, но в конце концов, дом наполнился совершенно случайными людьми. Внутри была выполнена существенная перепланировка. Отопление сменилось сначала на печное, затем — на АГВ.
В 1978 году дом расселили для того, чтобы отдать Горьковскому отделению Союза писателей СССР. Здание отремонтировали и заново перепланировали. Здесь проходили заседания, концерты, встречи. До 2022 года дом находился на государственном балансе и требовал капитального ремонта, однако был частично снесён и встроен в жилой комплекс «Георгиевский», построенный на месте снесённой гостиницы «Россия».

### Дом-усадьба Д. В. Сироткина
Усадьба Дмитрия Васильевича Сироткина (современный адрес ул. Минина, 8А) занимала в начале XX века целый квартал от современной улицы Минина до Верхне-Волжской набережной. В 1913 году Д. В. Сироткин, будучи лидером нижегородской белокриницкой общины старообрядцев, принял решение возвести здесь богадельню и старообрядческий молельный дом. Это вызвало недовольство митрополита, поскольку рядом располагалась православная Георгиевская церковь, который даже обращался к губернатору с просьбой ликвидировать старообрядческую молельню, однако вес Д. В. Сироткина в то время был очень велик, и здание не снесли.
Молельня была расписана в уникальных для города традициях дониконовской церковной живописи XVI века. На потолке изображён круг, имитирующий купол, на нём — шесть архангелов, над алтарём — Богоматерь с младенцем и картины из жизни Христа. Также имеются изображения пророка Аввакума и его последователей.
После революции здесь сначала располагался детский дом, затем — музей атеизма, а чуть позже — художественный техникум. В это время росписи были замазаны, «дабы не отвлекать будущих художников от учёбы». Через некоторое время дом был сделан жилым, внутри были поставлены перегородки, а замазанные росписи — закрыты дощатым потолком. Во время войны на втором этаже дома репетировал инструментальный ансамбль, а после войны — актёры театра комедии. Потом здесь разместилось общежитие этого театра. Одно время в доме жила доцент Нижегородской консерватории Софья Валерьяновна Полякова, а также другие музыканты и актёры. С ними соседствовали слесарь, часовщик, технические работники.
Дом долгое время не подвергался капитальному ремонту. Однако в конце XX века он оказался во владении банка ВТБ-24. Здание было основательно отремонтировано, были разобраны старые перегородки и потолки. Уникальные росписи на потолке были реставрированы усилиями художников В. Н. Циркова, А. Н. Семагина, А. Ю. Михайлова, однако росписи на стенах не сохранились. Сейчас, правда, ими могут любоваться только сотрудники банка.

### Дом артиста
Жилой дом № 15а по улице Минина является типичным представителем сталинской застройки. Четырёхэтажное здание, построенное в 1939 году по проекту архитектора А. А. Яковлева, предназначалось для Театра оперы и балета. В доме два подъезда, каждый из которых имеет деревянный оконный витраж, протянутый от первого до третьего этажа. Несвойственной советским домам особенностью является то, что квартиры в двух подъездах имеют разные планировки: в одном располагаются трёх- и двухкомнатные, в другом — четырёхкомнатные.
Здесь жили артисты балета, певцы, музыканты, художники, бутафоры и т. д. За это здание получило в народе название «Дома артиста». Дом повидал много известных имён: в разное время здесь жили художник Василий Баженов, режиссёр Борис Покровский, дирижёр Исидор Зак, главный хормейстер Пётр Саковский, солисты балета и оперы, а также композитор Александр Касьянов.
Позднее дом из ведения театра перешёл к городу и постепенно состав жильцов сменился. Последний капитальный ремонт здания был проведён в 1979—1980 годах.

### Другие здания
- Корпуса Нижегородской губернской земской больницы — д. 20а, 20б, 20е, 20и, 20к (перестроен)
  - Церковь в честь иконы Божией Матери «Всех скорбящих Радость» — ул. Нестерова, д. 2. Бывший домовый храм при земской больнице.
- Нижегородский государственный технический университет
  - Здание Индустриального института (главный корпус) — д. 24, к. 1
  - Мариинский институт благородных девиц — д. 28а / 24, к. 3
- Нижегородский государственный лингвистический университет имени Н. А. Добролюбова — д. 31а
- д. 3 — в нём жили В. С. Максимов[6] и Е. Э. Рубинчик (обоим посвящены мемориальные доски).
- Усадьба Сергея Яковлевича Никлауса, где провёл своё детство М. Балакирев — д. 25 (дом Никлауса) / Провиантская, д. 5 (дом Балакирева)
- Корпус Волжского государственного университета водного транспорта — д. 7 / Пискунова, д. 55
- Бывший особняк Варвары Михайловны Рукавишниковой (в замужестве Бурмистровой), первый в мире музей А. М. Горького — д. 26
- Дом, где жил и работал В. Короленко — ул. Фрунзе, д. 6

- Скорбященская церковь
- Здание Индустриального института
- Лингвистический университет
- Университет водного транспорта
- Дом С. Я. Никлауса
- Особняк В. М. Бурмистровой